# Pierre Puiseux
Pierre Henri Puiseux (in francese [pɥizø]; Parigi, 20 luglio 1855 – Parigi, 28 settembre 1928) è stato un astronomo francese.

## Biografia
Nacque a Parigi. Figlio di Victor Puiseux, studiò presso l'École normale supérieure prima di iniziare a lavorare come astronomo presso l'Osservatorio di Parigi nel 1885.
Lavorò sull'aberrazione della luce, sugli asteroidi, sulla dinamica lunare e, in collaborazione con Maurice Loewy, fondò un progetto chiamato Carte du Ciel. Puiseux creò anche un atlante fotografico della Luna, avente 6000 fotografie scattate da lui e dallo stesso Loewy. Nel 1892 gli fu assegnato il premio Valz, e nel 1896 fu premiato con il premio Lalande assegnato dall'Accademia francese delle scienze, che poi in seguito diventò membro nel 1912.
Nel 1900, Puiseux ricevette il Premio Jules Janssen, il premio più ambito della Société astronomique de France (società astronomica francese); divenne Presidente della Società dal 1911 al 1913.
Il cratere Puiseux sulla Luna venne chiamato in suo onore.